# Acianthus halleanus
Acianthus halleanus är en orkidéart som beskrevs av Paul J. Kores. Acianthus halleanus ingår i släktet Acianthus och familjen orkidéer. Inga underarter finns listade i Catalogue of Life.